# Eurypanopeus dissimilis
Eurypanopeus dissimilis är en kräftdjursart som först beskrevs av James Everard Benedict och M. J. Rathbun 1891.  Eurypanopeus dissimilis ingår i släktet Eurypanopeus och familjen Panopeidae. Inga underarter finns listade i Catalogue of Life.